# ハーニー川
ハーニー川（ハーニーがわ、英語、Harney River）は、アメリカ合衆国フロリダ州を流れる河川。フロリダ半島南端部を西に向かって流れ、メキシコ湾に直接注ぐ。ノースハーニー川（ノースハーニーがわ、英語、North Harney River）という支流がある。

## 地理
その全流路がアメリカ合衆国南東部のフロリダ州にある。この川が流れている付近には幾本もの河川が網の目のように存在している地域である。したがって、ハーニー川の流路も非常に複雑であるものの、アメリカ地質調査所によれば以下の通りである。ハーニー川は北緯25度25分03秒 西経81度00分35秒 / 北緯25.4176156度 西経81.0097946度付近を源流としている

。
ただし、ここよりも上流側にも水域や河川が存在している。
ここから概ね西の方向へと流れる。そしてハーニー川の流路の中点付近、北緯25度25分55秒 西経81度04分54秒 / 北緯25.4320598度 西経81.0817409度付近で、ハーニー川の主要な支流であるノースハーニー川が合流してくる

。
ノースハーニー川の源流は北緯25度28分32秒 西経80度56分26秒 / 北緯25.4756688度 西経80.9406253度付近である

。
ハーニー川は最終的に北緯25度25分55秒 西経81度04分54秒 / 北緯25.4320598度 西経81.0817409度付近でメキシコ湾へと注いでいる

。
ちなみに、ハーニー川もノースハーニー川も、その流域は全域がフロリダ州内であると共に、エバーグレーズ国立公園内に当たる。